# Odoardo Colonna
Odoardo (o Adoardo o Edoardo) Colonna (1414 circa – 1463 circa) è stato un nobile e condottiero italiano, duca dei Marsi e conte di Albe e Celano.

## Biografia
Membro della famiglia romana dei Colonna del ramo di Genazzano, nacque intorno al 1414, ultimo figlio maschio di Lorenzo Onofrio, gran camerlengo del Regno di Napoli, e Sveva Caetani, figlia di Jacobello, e fratello minore di Antonio, principe di Salerno. Insieme alla sua famiglia aveva residenza negli edifici costituenti la parte più antica del complesso edilizio di Palazzo Colonna, posti tra l'abside della Basilica dei Santi XII Apostoli e la Via della Pilotta, ai piedi del Quirinale, noto come Palazzo del Vaso, ad essi pervenuto dai Conti di Tuscolo e riadattato da papa Martino V che vi prese stabile dimora e vi insediò la tesoreria pontificia. Ebbe come sorelle Anna, sposata a Giovanni Antonio Orsini del Balzo, principe di Taranto, Caterina, sposata a Guidantonio da Montefeltro, conte di Urbino, e Vittoria, sposata a Carlo II Malatesta, signore di Pesaro.

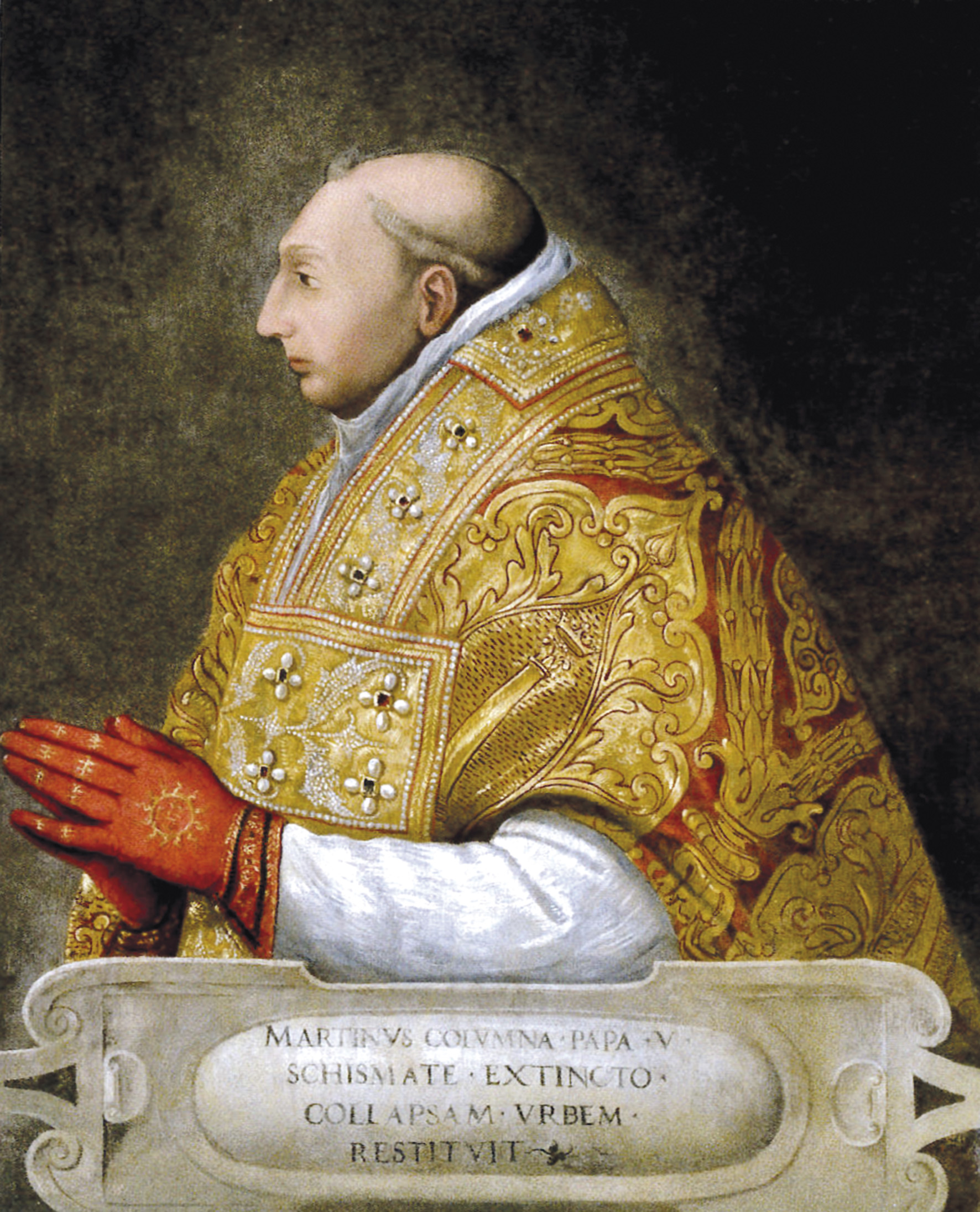
Papa Martino V, nato Oddone Colonna, zio di Odoardo

Per volontà di suo zio, il papa Martino V, nel maggio 1423, con l'affidamento da parte di Giovanna II ed Alfonso V d'Aragona della tutela delle sorelle Antonella, Angelella e Jacovella da Celano e del governo della contea a Giordano Colonna, principe di Salerno, Odoardo ancora in minore età veniva contestualmente promesso in matrimonio a Jacovella, erede testamentaria della contea di Celano dopo la morte del padre Nicolò, scomparso nel 1418, e del fratello Pietro, morto nel 1422, la quale, appena morto il pontefice, abbandonerà il marito.

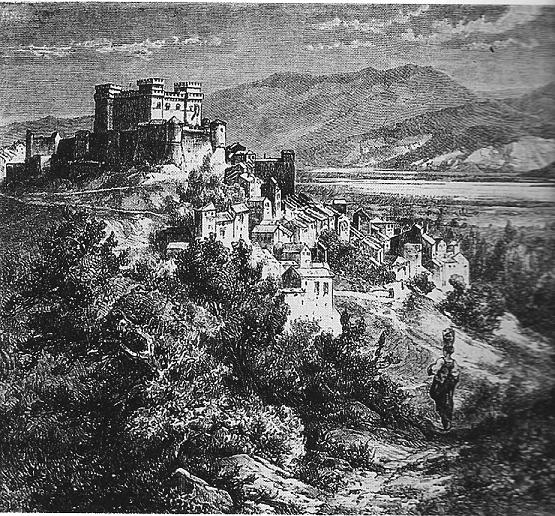
Ritratto ottocentesco del castello di Celano con il borgo sottostante

Alla morte del padre, avvenuta in Abruzzo tra il dicembre 1422 e il maggio 1423, Odoardo ebbe da Giovanna II la conferma dei titoli paterni di conte di Celano oltre che di Albe e duca dei Marsi, mantenendo il titolo di conte di Celano ancora nel 1432 fino alla perdita della contea che risultava avvenuta nel 1439 quando cadde nelle mani di Jacopo Caldora, sposatosi con Jacovella dopo la morte di Giovanna II. Durante questa breve unione i promessi sposi si occuparono delle decorazioni della Chiesa di San Giovanni Battista in Celano e del restauro della Chiesa di Santa Maria in Valle Porclaneta nei pressi di Rosciolo.
Associato ai fratelli Antonio e Prospero nel governo dei feudi familiari, tra cui Genazzano, Rocca di Cave ed altre terre alla morte del padre, tra gli altri feudi pervenutigli a seguito della divisione dei beni familiari voluta nel 1427, quando ancora pupillo venne posto sotto la tutela dei suoi fratelli maggiori, con la bolla Etsi prudens di papa Martino V, oltre alla contea di Celano, ottenne Albe, cedutagli da Antonio, ebbe inoltre confermato il codominio con i fratelli maggiori sui castelli costituenti il nucleo storico del patrimonio familiare, cioè Capranica, Cave, Ciciliano, Genazzano, Paliano, Pisoniano, Olevano, Rocca di Cave, San Vito e Serrone, con il vincolo fidecommissario dell'inalienabilità; come patrimonio personale ricevette i feudi di Civitella, Fragiani e Monte Guardia.
Posto dopo la morte del padre insieme ai fratelli tutti pupilli sotto la tutela dello zio Giordano, nel giugno del 1424 avevano acquistato i diritti del castello di Morolo detenuti dall'Abbazia di Santa Maria Nova di Roma e nel novembre dello stesso anno aveva acquistato ancora con i fratelli Paliano, Santo Stefano e Serrone da Aldobrandino Conti. Nel 1425 acquistava con il fratello Prospero da Giacomo d'Aquino, conte di Loreto, i castelli di Monte San Giovanni, Strangolagalli e il casale di Carpino, e da Jacopo Caldora riceveva Castel Gordiano. Nel 1426 avevano permutato con Raimondo Orsini la città di Sarno e il castello di Palma nel Regno di Napoli ottenendo Astura e Nettuno e acquistato Rocca di Papa dagli Annibaldi.
Nel 1427 acquistavano ancora dagli Annibaldi i 2/3 dei castelli, ormai disabitati a causa delle guerre in corso, di Fusignano, San Lorenzo e Verposa, e dalle eredi dei Petrucci il casale della Falcognana; nello stesso anno acquistarono ancora da Rinaldo Orsini, in ristrettezze economiche, la città di Nepi e i castelli di Filacciano, Monte Rosi e dell'Isola Conversina.
Nel marzo del 1428, ancora sotto la tutela di Orlando Orlandi, in qualità di conte di Celano permuta Castelluccio e Fonte di Valle Maggiore, pertinenze di questo contado in Puglia presso Troia, con Antonio Cantelmo, conte di Popoli, che cede le località di Carrito ed Ortona, in Abruzzo, e nello stesso anno con altra permuta, presente e consenziente Jacovella da Celano, con gli eredi di Antonio di Sangro, conte di Anglona, cede la baronia di Raiano con le località di Allimengianelli, Petra Molaria, Pullanelli e Sculle alias Stille, in Terra di Lavoro, pertinenza della contea di Celano, ricevendo Anversa e Villalago, sempre in Abruzzo, e ancora nell'ottobre del 1428, con i fratelli e forse privo ormai della tutela pupillare concludono l'acquisto di Genzano e Nemi dall'Abbazia delle Tre Fontane di Roma.

### Papa Eugenio IV e le scomuniche

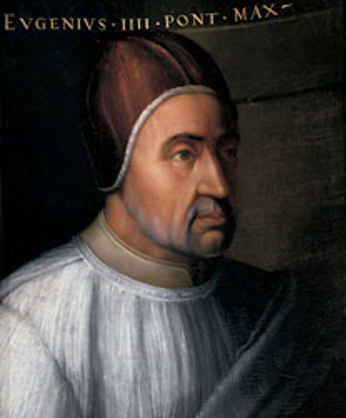
Papa Eugenio IV, che contrastò l'egemonia della famiglia Colonna

Dopo la morte di papa Martino V, avvenuta nel febbraio del 1431, Odoardo e i suoi fratelli si resero protagonisti della sottrazione del tesoro papale conservato dallo zio nel palazzo, loro abitazione, subendo una prima scomunica nel maggio 1431 e la condanna all'esilio dal suo successore papa Eugenio IV, in cui si intimava la restituzione dei beni dello Stato Pontificio e di vari castelli, tra i quali quelli già appartenuti all'Abbazia di San Paolo fuori le mura, e successivamente la perdita dei beni nel Regno di Napoli, subendo altresì gli attacchi del cardinale Giovanni Maria Vitelleschi. A questa battuta di arresto che costò alla famiglia l'esborso di 100 000 fiorini che avevano depositato presso il Banco del Monte Comune di Firenze, per recuperare quanto era stato loro confiscato, ottenere l'assoluzione, il perdono e la revoca dell'esilio dal papa, al fine di limitare i danni derivanti dalle previste confische dei beni ordinate dal nuovo pontefice, fece seguito una serie di importanti cessioni patrimoniali fatte ad altri familiari o famiglie ad essi aderenti, come quella di Frascati, già acquistata dal Capitolo Lateranense nel 1423 ed Ardea con l'intero suo tenimento ceduti dai fratelli Antonio, Prospero ed Odoardo nel 1432 al ramo dei Colonna di Riofreddo, ancora in buoni rapporti con il papato. Nel maggio dello stesso anno con i fratelli vendevano inoltre ai Savelli le località di Malaffitto, Selva Piana, Valle Riccia, la corte di Pantano ed altri terreni nei dintorni di Ariccia. Nell'ottobre 1433, ancora ribelli al pontefice per aver aderito a Niccolò Fortebraccio, subirono una seconda scomunica. Nel maggio del 1434 Antonio conferisce ad Odoardo, suo fratello, il governo dei suoi stati.

### La reintegra nei beni e l'alleanza con gli Aragonesi
Con la cacciata di papa Eugenio IV, di cui i Colonna ne furono protagonisti nel maggio del 1434, successivamente deposto nel 1439 con l'elezione dell'antipapa Felice V ed il conseguente scisma a cui i Colonna non pare prendessero parte attiva, e la riacquistata fiducia del nuovo papa Niccolò V, dal 1448 la famiglia poté riprendere, seppur in misura limitata, la sua attività di acquisizioni e soprattutto di riassetto patrimoniale.
A seguito della morte di Giovanna II, loro alleata, Odoardo e i fratelli strinsero presto alleanza con gli Aragonesi, dando loro sostegno militare nella guerra di successione al trono del Regno di Napoli, dovendo subire gli attacchi degli Orsini, alleatisi con gli Angioini, che di fatto tolsero loro il controllo sulla contea di Albe. Nel 1446 nel castello di Genazzano partecipa ad un lodo arbitrale con il fratello Antonio per dirimere i dissidi relativi all'amministrazione dei feudi tenuti in comune. Nel 1453 completa l'acquisto del castello di Piglio dalla famiglia Antiochia. Nel 1455 Odoardo e i suoi fratelli vengono immessi nel possesso della quota loro spettante della Torre delle Milizie già posseduta da papa Martino V nonostante le contestazioni dei membri della famiglia Conti. Nel 1457 insieme ai fratelli e ad altri Colonna viene posto sotto la protezione di papa Callisto III che convince Odoardo e Antonio, suo fratello, a concludere una tregua di due anni con i Conti. Nel 1458 acquista dal fratello Prospero il castello con il fortilizio diroccato di Lariano, poi ceduto alla sorella Vittoria.
A seguito della morte di Alfonso V d'Aragona e della guerra di successione al trono del Regno di Napoli, con il fratello Antonio offrono il loro appoggio a Giovanni d'Angiò-Valois contro gli Aragonesi e gli Orsini loro avversari, con i quali papa Pio II li convince a pacificarsi nel marzo 1461, ma già nell'aprile dello stesso anno protesta contro gli Orsini per le loro violenze ai danni degli abitanti di Avezzano nonostante la tregua sottoscritta dalle parti. Nell'ottobre 1462 cede ad Antonio la sua quota di Genazzano in cambio delle quote detenute dal fratello su Marino, Nemi e Rocca di Papa, acquisendo dallo stesso anche le sue quote di Anticoli, Castro e Santo Stefano e nell'anno successivo riceve in lascito da Prospero i beni da lui ricevuti da papa Martino V nel 1427, e risulta ancora vivo il 22 giugno 1463 quando vende la quarta parte del territorio di Marino a Pietro Margani.

## Ascendenza
|                         |                 |                                        | Genitori                    |  |  | Nonni |  |  | Bisnonni       |  |  | Trisnonni        |  |
|                         |                 |                                        |                             |  |  |       |  |  | Pietro Colonna |  |  | Giordano Colonna |  |
|                         |                 |                                        |                             |  |  |       |  |  | Pietro Colonna |  |  | Giordano Colonna |  |
|                         |                 | Margherita Capocci                     |                             |  |  |       |  |  | Pietro Colonna |  |  |                  |  |
| Agapito Colonna         |                 |                                        |                             |  |  |       |  |  | Pietro Colonna |  |  |                  |  |
|                         |                 | Letizia Conti                          | Nicolò Conti                |  |  |       |  |  |                |  |  |                  |  |
|                         |                 | Letizia Conti                          | Nicolò Conti                |  |  |       |  |  |                |  |  |                  |  |
|                         |                 | Letizia Conti                          | ?                           |  |  |       |  |  |                |  |  |                  |  |
| Lorenzo Onofrio Colonna |                 | Letizia Conti                          |                             |  |  |       |  |  |                |  |  |                  |  |
|                         |                 | Giovanni Conti                         | Adenolfo Conti              |  |  |       |  |  |                |  |  |                  |  |
|                         |                 | Giovanni Conti                         | Adenolfo Conti              |  |  |       |  |  |                |  |  |                  |  |
|                         |                 | Giovanni Conti                         | ?                           |  |  |       |  |  |                |  |  |                  |  |
| Caterina Conti          |                 | Giovanni Conti                         |                             |  |  |       |  |  |                |  |  |                  |  |
|                         |                 | Margherita Colonna                     | Stefano Colonna             |  |  |       |  |  |                |  |  |                  |  |
|                         |                 | Margherita Colonna                     | Stefano Colonna             |  |  |       |  |  |                |  |  |                  |  |
|                         |                 | Margherita Colonna                     | Calceranda di Insula        |  |  |       |  |  |                |  |  |                  |  |
| Odoardo Colonna         |                 | Margherita Colonna                     |                             |  |  |       |  |  |                |  |  |                  |  |
|                         | Giacomo Caetani | Nicola Caetani                         |                             |  |  |       |  |  |                |  |  |                  |  |
|                         | Giacomo Caetani | Nicola Caetani                         |                             |  |  |       |  |  |                |  |  |                  |  |
|                         | Giacomo Caetani | Giovanna Orsini / Violante della Ratta |                             |  |  |       |  |  |                |  |  |                  |  |
| Jacobello Caetani       | Giacomo Caetani |                                        |                             |  |  |       |  |  |                |  |  |                  |  |
|                         |                 | Sveva Sanseverino                      | Roberto Sanseverino         |  |  |       |  |  |                |  |  |                  |  |
|                         |                 | Sveva Sanseverino                      | Roberto Sanseverino         |  |  |       |  |  |                |  |  |                  |  |
|                         |                 | Sveva Sanseverino                      | Jacopa di Bosco             |  |  |       |  |  |                |  |  |                  |  |
| Sveva Caetani           |                 | Sveva Sanseverino                      |                             |  |  |       |  |  |                |  |  |                  |  |
|                         |                 | Pietro d'Evoli                         | Tommaso d'Evoli             |  |  |       |  |  |                |  |  |                  |  |
|                         |                 | Pietro d'Evoli                         | Tommaso d'Evoli             |  |  |       |  |  |                |  |  |                  |  |
|                         |                 | Pietro d'Evoli                         | ?                           |  |  |       |  |  |                |  |  |                  |  |
| Rogasia d'Evoli         |                 | Pietro d'Evoli                         |                             |  |  |       |  |  |                |  |  |                  |  |
|                         |                 | Bianca di Grandinato                   | Carlo/Tommaso di Grandinato |  |  |       |  |  |                |  |  |                  |  |
|                         |                 | Bianca di Grandinato                   | Carlo/Tommaso di Grandinato |  |  |       |  |  |                |  |  |                  |  |
|                         |                 | Bianca di Grandinato                   | ?                           |  |  |       |  |  |                |  |  |                  |  |
|                         |                 | Bianca di Grandinato                   |                             |  |  |       |  |  |                |  |  |                  |  |

## Discendenza
Dalla moglie Filippa Conti, figlia di Grato, signore di Valmontone, sposata nel 1441, ebbe numerosi figli, tra cui i noti Lorenzo Oddone, che da papa Pio II venne nominato nel 1463 protonotario apostolico e che, obbligato nel 1484 a cedere la contea di Albe a Virginio Orsini, venne fatto decapitare nel giugno dello stesso anno da papa Sisto IV, e Fabrizio, da cui discendono i rami tuttora fiorenti dei principi di Paliano e dei principi di Stigliano. Nel suo testamento del 9 settembre 1462, in cui lascia eredi i suoi figli in parti uguali, dispose di essere sepolto nella Chiesa di Santo Stefano di Cave. La data della sua morte è da fissare tra il giugno 1463 e il 16 gennaio 1464, quando papa Pio II pone sotto la sua protezione i figli del defunto Odoardo Colonna. Nel 1464 papa Pio II con una bolla conferma la nullità del matrimonio di Odoardo Colonna con la contessa Jacovella da Celano e riconosce come suoi figli legittimi quelli natigli dall'unione con Filippa Conti, e cioè Giordano, Lorenzo Oddone, Giovanni, Marcello, Ippolita e Paola.
Nel 1465 Giordano e Lorenzo Colonna, figli del defunto Odoardo, che aveva dovuto cedere la contea di Albe agli Orsini, vengono confermati nel titolo di duca dei Marsi e nel possesso di quanto rimaneva loro di quella contea nei feudi avuti dal padre, Civitella, Capistrello e Roccavivi nella Valle Roveto e relative pertinenze.